# Sharpie (zeilboot)
Een Sharpie is een zeilboot waarvan het eerste exemplaar in 1931 op de werf van de gebroeders Hans en Karl Kröger uit Warnemünde werd gebouwd in samenwerking met ir. Walter Brauer.
Het is een tweepersoonszeilboot met een knikspant en een zwaard. Er wordt gebruikgemaakt van een gaffelgetuigd grootzeil en een genua, van samen 12 m².

## Internationale wedstrijden
De Sharpie stond alleen tijdens de Olympische Spelen 1956 in Melbourne op het olympisch programma. De Nieuw-Zeelander Peter Mander en Jack Cropp wonnen de gouden medaille.
Er is een Europees kampioenschap voor de Sharpie-klasse, waaraan Duitsland, Engeland, Nederland en Portugal meedoen.